# Elefanttunga
Elefanttunga (Haemanthus albiflos) är en art i skärmliljesläktet från Sydafrika. Arten odlas ibland som krukväxt.

## Beskrivning
Städsegrön. Lök till  8 cm i diameter, ibland tillplattad, lökfjäll jämnstora, tillplattade i toppen och blir gröna om det utsätts för ljus. Blad 2,4 eller 6, upprätta, båglika eller tryckta mot jorden, 9-40 x 2,5-11,5 cm, avlånga till elliptiska, kanthåriga, gröna till grågröna, ibland vitfläckliga. Blomstjälk 5-35 cm. Blommor 25-50, vita och sitter tätt i en flock. De stora högbladen är vita med gröna nerver. Frukterna är vita, orange eller röda.
Artepitetet albiflos (lat.) betyder vitblommig.

## Odling
Placeras ljust men med skydd för stark sol. Planteras i väldränerad jord i en relativt trång kruka. Vattnas regelbundet och skall helst torka ut mellan vattningarna, vintertid nästan helt torrt. Arten vissnar inte ner som en del andra arter, utan har blad hela året. Rumstemperatur, övervintras helst svalt 10-16°C. Svag gödning regelbundet under tillväxtsäsongen. Förökas genom delning. Ogillar omplanteringar.

## Giftighet
Hela växten hos elefanttunga är giftig, men särskilt löken.

## Hybrider
Haemanthus ×clarkei W. Watson, 1894 (H. albiflos × H. coccineus). Hybriden har upprepats vid flera tillfällen och kan förekomma i flera kloner som skiljer sig något åt från varandra. 

## Synonymer
- Haemanthus albiflos var. pubescens Baker, 1878
- Haemanthus albomaculatus Baker, 1878
- Hamanthus mackenii Baker, 1888
- Haemanthus virescens Herbert, 1837
- Haemanthus virescens var. albiflos (Jacquin) Herbert, 1837